# 水走季忠
水走 季忠（みずはい（みずはや） すえただ、生没年不詳）は、平安時代後期の河内国一ノ宮の枚岡神社（平岡神社）の神職。
枚岡神社の社領を守る必要性から武士団化した水走氏の初代。元来は、神職で、平岡連の末裔。
枚岡神社は、現在の大阪府東大阪市東部の生駒山麓にあり、東大阪市市域の大部分と大東市、四條畷市、八尾市、奈良県生駒市、生駒郡平群町の一部に及ぶ大きな領地を保有していた。しかし、世が乱れ始めると、それを維持し守るために武装することが必要となり、武装した神官が現れ始める。寺院における僧兵に似た存在であったと想像される。水走季忠は神職であったが武勇に優れ、人望も厚かったことからその武装集団の長となった。武装集団は僧兵組織とは異なり、次第に季忠の監督の下に武士団へと変貌していった。
その財政基盤は、枚岡神社の社領と、天皇の直轄領であった大江御厨などであった。河俣御厨なども次第に支配下においていった。また、現在の水走は内陸部にあるが、古来、この地まで深田や沼地が続き、旧大和川の支流や寝屋川など多くの河川や深野池などの湖沼や河川があり、水運が発達しており、港があったことから、それらの権益を財政基盤としていた。季忠は小規模ながら水走水軍を創設し、大和川・淀川流域に水運を支配することで勢力を強めた。
また、水走氏の祖である平岡連は中臣氏と同族であったことから、その中臣氏の末裔である藤原氏とも同族といえる。また、藤原氏は春日大社を氏社としていたが、枚岡神社は元春日とも呼ばれるように春日大社の前身ともいえる神社であったことから、藤原氏一門からも尊崇を受けていたことなどから藤原氏に接近した。また、武士団として平安時代後期に河内国を本拠に活動した河内源氏に対しても、源義家やその子で河内守となった源義忠などの家人となることで、武士団としての歩みも確かなものとしていった。なお、季忠の正室は源義忠の息女（源義家の養女）であったといい、その間に生まれた水走康忠以降の当主は、本姓をそれまでの「藤原氏」ではなく「源氏」を名乗っている。
摂関家や院政、河内源氏などに巧みに接近して、その勢力を拡大し、水走氏の勢力基盤を築くことに成功した。その後、保元の乱、平治の乱を経て、平清盛が権力を握ると、季忠はその義理の従兄弟（正室の源義忠の息女の母は平清盛の伯母にあたる）として接近するなど隙を見せることなく世を去った。死没した年に関しては諸説あるが、1184年には子の水走康忠が家督を継いでいることから、それまでには亡くなるか隠居していたものと思われるが、正確な没年は不明。